# 非黏性敷料
非黏性敷料（Non-adhesive dressings），顧名思義，就是沒有黏性的敷料，分為標準無黏敷料 (Prepared standard sterile dressings)和紗布敷料。

## 標準無黏敷料
- 由幾層紗布組成，需一定技術使用
- 有不同尺寸，以應付不同傷口大小
- 需密封於保護袋內以保存

## 紗布敷料
- 由幾層紗布組成，易於摺疊
- 適用於大傷口
- 止血效果佳，但相對地容易黏着於傷處

## 參看
- 急救
- 急救包
- 包紮